# توفيق شامية
توفيق بن جبران شامية (1885-1963)، سياسي سوري من دمشق، كان أحد مؤسسي الكتلة الوطنية المناهضة للاحتلال الفرنسي وتسلّم عدة مناصب وزارية بين الأعوام 1928-1944، منها الزراعة والأشغال العامة والمالية والتجارة.

## البداية
ولِد توفيق شامية في دمشق لإحدى أشهر وأغنى العائلات المسيحية في المدينة وكان والده جبران شامية من أعيان الشام في الربع الأخير من القرن التاسع عشر. وصَلت مساحة أملاك الأُسرة إلى ستين ألف هكتار من الأراضي الخصبة في منطقة القلمون وبعلبك، وكان قصرهم الفاخر في دمشق مقراً لإقامة إمبراطور ألمانيا غليوم الثاني خلال زيارته للمدينة سنة 1898. دَرَس توفيق شامية في الجامعة الأميركية في بيروت وبدأ حياته المهنية مديراً للمطبوعات في قصر الملك فيصل الأول عام 1920. وفي نفس العام عُيّن أميناً للسر في وزارة الخارجية السورية ومعاوناً للوزير عبد الرحمن الشهبندر، زميل الدراسة في الجامعة الأميركية.

## دوره في حزب الشعب
تعاون توفيق شامية مع عبد الرحمن الشهبندر مجدداً في حزيران 1925، عند تأسيس حزب الشعب، وهو أول حزب سياسي عرفته البلاد في مرحلة الاحتلال الفرنسي. شارك في صياغة أهداف الحزب، ومنها المطالبة بوحدة الأراضي السورية وتحريرها بالكامل من أي احتلال أجنبي، مع تأسيس حكم ملكي برلماني، يكون العرش فيه إما للملك فيصل الأول أو لأحد أشقائه.

## في الثورة السورية الكبرى
بعد أسابيع قليلة من إنشاء الحزب، اندلعت الثورة السورية الكبرى في جبل الدروز، بقيادة سلطان باشا الأطرش، وهبّ كل من الشهبندر وتوفيق شامية لمناصرتها ودعمها بالسلاح والمال. حُكم عليهما بالإعدام من قبل سلطة الانتداب، فهرب الشهبندر إلى مصر ولكن الفرنسيين ألقوا القبض على توفيق شامية وزجّوه في سجن أرواد مع رجالات الحركة الوطنية، ومن ثم نقلوه إلى مدينة الحسكة في شرق سورية حيث وضع تحت المراقبة المشددة مع وقف تنفيذ لحكم الإعدام الصادر بحقه.

## دوره في تأسيس الكتلة الوطنية
بعد خروجه من المعتقل، شارك توفيق شامية في تأسيس الكتلة الوطنية مع الرئيس هاشم الأتاسي، الرامية إلى تحرير البلاد بطُرق سلمية بعيداً عن النضال المسلح الذي لم يحقق أيّاً من أهدافه من خلال الثورة السورية الكبرى. انضم شامية إلى مؤتمر الكتلة في مدينة حمص عام 1932، وعمل جاهداً مع زعمائها على توحيد صفوف الوطنيين، بالتعاون مع الأتاسي وشكري القوتلي وسعد الله الجابري وغيرهم من زعماء النضال الوطني.  

## وزيراً في حكومات مختلفة
عُيّن توفيق شامية وزيراً للأشغال العامة في حكومة الشيخ تاج الدين الحسني في شباط 1928، ممثلاً عن المعارضة، وحافظ على منصبه الوزاري حتى نهاية صيف عام 1930. أشرفت هذه الحكومة على انتخابات المجلس التأسيسي المُكلّف بوضع أول دستور جمهوري للبلاد وعلى مشاريع الشيخ تاج العمرانية، بما فيها المدارس والمستشفيات والساحات العامة. وفي 14 آب 1930 عُيّن توفيق شامية وزيراً للمالية في حكومة الشيخ تاج الثانية، حتى حزيران 1932.

## محافظاً على منطقة الجزيرة
وصلت الكتلة الوطنية إلى الحكم في كانون الأول 1936 بعد توقيعها معاهدة مع الحكومة الفرنسية، وانتخب هاشم الأتاسي رئيساً للجمهورية، خلفاً للرئيس محمّد علي العابد. ذهبت مناصب الدولة لرجالات الكتلة وكان نصيب توفيق شامية منها منطقة الجزيرة، التي وُلّي محافظاً عليها مطلع عام 1937. كانت الأوضاع مضطربة جداً في المنطقة الشرقية عشية وصول المحافظ الجديد، حيث إن الآشوريين المسيحيين كانوا في عصيان ضد الدولة السورية، مطالبين بمنطقة حكم ذاتي لأنفسهم. حاول توفيق شامية ترويضهم ومفاوضة زعمائهم، عادّاً أن حكومة الانتداب كانت هي المسؤولة عن هذه الحركة الانفصالية. ولكن مساعيه لم تنجح فقام الآشوريون بمنعه من دخول دار الحكومة وثم اختطافه وإرساله مُهاناً إلى مكتب الرئيس هاشم الأتاسي في دمشق.

## محافظاً على حماة
رفضت الحكومة السورية إرسال توفيق شامية مجدداً إلى الجزيرة، حفاظاً على سلامته الشخصية، وظلّ خارج أي منصب سياسي حتى وصول صديقه تاج الدين الحسني إلى رئاسة الجمهورية عام 1941، حيث قام بتعينه محافظاً على مدينة حماة في منتصف الحرب العالمية الثانية. شارك شامية بإعلان استقلال سورية في عهد الشيخ تاج، بعد ضم دولتي الدروز والعلويين إليها في أيلول 1941.

## في عهد الرئيس شكري القوتلي
في مطلع عام 1943، توفي رئيس الجمهورية تاج الدين الحسني وأُقيمت انتخابات نيابية شاركت فيها الكتلة الوطنية بكل رجالاتها وثقلها السّياسي في المدن الكبرى. رَشح توفيق شامية نفسه للمقعد الأورثوذكسي نائباً عن دمشق، ولكنه انسحب بطلب من زعيم القائمة شكري القوتلي، مُرشح رئاسة الجمهورية، الذي فضّل أن يذهب المقعد الأورثوذكسي لشخصية سياسية من حلب، نظراً لمعارضة زعماء تلك المدينة لمساعيه الرئاسية. تجاوب توفيق شامية مع طلب القوتلي دون أي تردد، ورداً للجميل عينه الأخير وزيراً للزراعة والتجارة في حكومة سعد الله الجابري الأولى يوم 14 أب 1943، بعد أيام قليلة من وصوله إلى القصر الجمهوري. وفي عام 1948، انتُخب توفيق شامية عضواً في المجلس الملّي الأورثوذكسي في دمشق.
تقاعد بعدها من العمل السّياسي في إثر الانقلاب الأول الذي قاده حسني الزعيم عام 1949، والذي أطاح بالرئيس القوتلي وكل رجالات العهد الوطني.

## أولاده
اشتهر أكبر أبناء توفيق شامية من بعده وهو جبران توفيق شامية الذي درس في الجامعة الأميركية في بيروت ودرّس فيها وفي ثانوية التجهيز الأولى بدمشق قبل أن  يصبح مستشاراً في وزارة الخارجية السورية في منتصف الخمسينيات.

## قصر آل شامية
يُعد قصر عائلة شامية، الواقع في منطقة باب توما بالقرب من حي طالع الفضة من أجمل وأفخم قصور دمشق، وقد تم تحويل جزء منه إلى مقر لمنظمة الصليب الأحمر خلال الحرب العالمية الأولى، قبل بيعه من قبل توفيق شامية للمغترب عبد الله جرجس خياطة سنة 1924، الذي حوله إلى وقف لصالح بطريركية الروم الأرثوذكس.